# 지바현 제1구
지바현 제1구(일본어: 千葉県第1区)는 일본의 중의원 선거구이다. 1994년 일본 공직선거법 개정으로 신설되었다.

## 지역
- 지바시
  - 주오구
  - 이나게구
  - 미하마구

## 역대 국회의원
| 선거          | 선거          | 의원              | 정당       |
| ------------- | ------------- | ----------------- | ---------- |
|               | 1996년 제41회 | 우스이 히데오     | 자유민주당 |
| 2000년 제42회 |               | 우스이 히데오     | 자유민주당 |
|               | 2003년 제43회 | 타지마 카나메     | 민주당     |
|               | 2005년 제44회 | 우스이 히데오     | 자유민주당 |
|               | 2009년 제45회 | 타지마 카나메     | 민주당     |
| 2012년 제46회 |               | 타지마 카나메     | 민주당     |
| 2014년 제47회 |               | 타지마 카나메     | 민주당     |
|               | 2017년 제48회 | 가도야마 히로아키 | 자유민주당 |